# Београдска зона у фудбалу 2019/20.
Београдска зона је једна од укупно једанаест зонских лига у фудбалу. Зонске лиге су четврти степен фудбалских тамичења у Србији. Лига има 16 клубова са територије града Београда. Виши степен такмичења је Српска лига Београд, а нижи Прва Београдска лига група А, Прва Београдска лига група Б и Прва Београдска лига група Ц.

## Промене у саставу лиге
| На почетку сезоне 2019/20. Тимови који су се пласирали у лигу: - из Српске лиге Београд лиге су у Београдску зону испали: - Прва Искра из Барича (као петнаестоопласирани тим Српске лиге Београд) - БАСК из Београда (као шеснаестопласирани тим Српске лиге Београд) - из Првих Београдских лига група А, група Б и група Ц су се пласирали: - Дунав из Великог Села (као освајач групе А) - Младост из Цветовца (као освајач групе Б) - Шумадија из Шопића (као другопласирани тим групе Б) - Врчин из Врчина (као освајач групе Ц) Тимови који су се планирали из лиге: - из Београдске зоне у Српску лигу Београд су се пласирали: - ТЕК Слога из Великих Црљена (као освајач Београдске зоне) - Младеновац из Младеновца (као другопласирани тим Београдске зоне) - Сремчица из Сремчице (победник у баражу за попуну Српске лиге Београд) - из лиге су се у ниже лиге испали тимови: - Сопот из Сопота као четрнаестопласирани тим, у најнижи ниво такмичења (Општинска лига Сопот) - Борац из Лазаревца као петнаестопласирани тим, у Прву Београдску лигу, групу Б - Хајдук из Београда као последњепласирани тим, у Прву Београдску лигу, групу А | На крају сезоне 2018/19. Из Београдске зоне ће се директно у Српску лигу Београд пласирати првопласирани и другопласирани тим у овој сезони Три најлошије пласирана тима у овој сезони ће испасти у Прве лиге Београда, групе А, Б и Ц. Из Првих лига Београда, група А, Б и Ц ће се пласирати првопласирани тимови (или први најбољепласирани тимови који испуњавају услове) Из Српске лиге Београд ће директно испасти 2 последњепласирана тима. / Четрнаестопласирани тим Српске лиге Београд ће играти бараж меч са трећепласираним тимом Београдске зоне. |

## Клубови у сезони 2019/20.
| Клуб            | Насеље                     | Поз. у претходној сезони |
| --------------- | -------------------------- | ------------------------ |
| БАСК            | Београд                    |                          |
| БСК             | Батајница, Град Београд    |                          |
| БСК 1926        | Баћевац, Град Београд      |                          |
| Будућност       | Звечка, Град Београд       |                          |
| Врчин           | Врчин, Град Београд        |                          |
| Дунав           | Велико Село, Град Београд  |                          |
| Комграп         | Макиш, Град Београд        |                          |
| Лештане         | Лештане, Град Београд      |                          |
| Милутинац       | Земун, Град Београд        |                          |
| Младост         | Цветовац, Град Београд     |                          |
| Напредак        | Медошевац, Град Београд    |                          |
| Прва Искра      | Барич, Град Београд        |                          |
| Студентски град | Нови Београд, Град Београд |                          |
| Торлак          | Кумодраж, Београд          |                          |
| Турбина         | Вреоци, Град Београд       |                          |
| Шумадија        | Шопић, Град Београд        |                          |

## Табела и статистика
|  | М  | Клуб            | Одиг. | Поб. | Нер. | Пор. | ГД | ГП | ГР | Бод. |
|  | -- | --------------- | ----- | ---- | ---- | ---- | -- | -- | -- | ---- |
|  | 1  | Студентски град | 2     | 2    | 0    | 0    | 4  | 1  | +3 | 6    |
|  | 2  | Турбина         | 2     | 1    | 1    | 0    | 6  | 3  | +3 | 4    |
|  | 3  | Напредак        | 2     | 1    | 1    | 0    | 4  | 2  | +2 | 4    |
|  | 4  | БСК             | 1     | 1    | 0    | 0    | 4  | 0  | +4 | 3    |
|  | 5  | Будућност       | 1     | 1    | 0    | 0    | 3  | 0  | +3 | 3    |
|  | 6  | БСК 1926        | 2     | 1    | 0    | 1    | 5  | 3  | +2 | 3    |
|  | 7  | Шумадија        | 2     | 1    | 0    | 1    | 5  | 3  | +2 | 3    |
|  | 8  | Врчин           | 1     | 1    | 0    | 0    | 1  | 0  | +1 | 3    |
|  | 9  | Милутинац       | 2     | 1    | 0    | 1    | 3  | 4  | -1 | 3    |
|  | 10 | Лештане         | 1     | 0    | 0    | 1    | 0  | 1  | -1 | 0    |
|  | 11 | БАСК            | 1     | 0    | 0    | 1    | 0  | 2  | -2 | 0    |
|  | 12 | Торлак          | 1     | 0    | 0    | 1    | 0  | 2  | -2 | 0    |
|  | 13 | Младост         | 1     | 0    | 0    | 1    | 1  | 4  | -3 | 0    |
|  | 14 | Комграп         | 1     | 0    | 0    | 1    | 1  | 4  | -3 | 0    |
|  | 15 | Дунав           | 1     | 0    | 0    | 1    | 0  | 4  | -4 | 0    |
|  | 16 | Прва Искра      | 1     | 0    | 0    | 1    | 0  | 4  | -4 | 0    |

Легенда: